# Романовський Валерій Станіславович
Вале́рій Станісла́вович Романо́вський (нар. 26 червня 1976, Харків — пом. 16 січня 2023, Харків, Україна) — український історик, пам'яткознавець, документознавець, архівознавець, музеєзнавець, етнограф, краєзнавець, бібліотекар, викладач, військовослужбовець. Кандидат історичних наук (2008), доцент кафедри культурології Харківської державної академії культури.

## Життєпис
Валерій Романовський навчався у школі № 6 міста Харкова, здобув середню спеціальну освіту в Харківському педагогічному училищі. У 1998 році з відзнакою закінчив Харківський національний педагогічний університет ім. Г. С. Сковороди за спеціальністю «Українська мова і література та історія». Був учнем професора Василя Білоцерківського, також, під час навчання, відвідував його студентський гурток історії. Продовжив навчання в аспірантурі на кафедрі історії України того ж вишу. У 2007 році захистив дисертацію на здобуття наукового ступеня кандидата історичних наук за темою «Розвиток пам'яткознавства на Харківщині в ХІХ — на початку ХХ ст.» під науковим керівництвом Василя Білоцерківського. Наступного року Валерію Романовському було присвоєно відповідний науковий ступінь. 
З 2007 по 2020 р. працював у Харківській державній академії культури. З 2020 по 2022 р. працював у Харківській державній науковій бібліотеці ім. В. Г. Короленка.
Був членом Харківського історико-філологічного товариства.

## Участь у російсько-українській війні 2014—2022
У 2014 р. добровольцем пішов у Збройні сили України. Служив рядовим на Луганщині у 2014—2015 роках. Демобілізований у 2015 році. 25 лютого 2022 р. пішов на фронт у складі Сил територіальної оборони, проходив службу на посаді старшого стрільця-кулеметника. Наприкінці серпня 2022 р. важко поранений на Куп'янському напрямку. Помер внаслідок важкого поранення після кількамісячного перебування в комі. Валерій Романовський похований з військовими почестями на Алеї Героїв 18-го кладовища Харкова 20 січня 2023 року. Ім’ям Валерія Романовського у 2024 році названа вулиця у Харкові (колишня вул. Доватора у Новобаварському районі).

## Науковий доробок

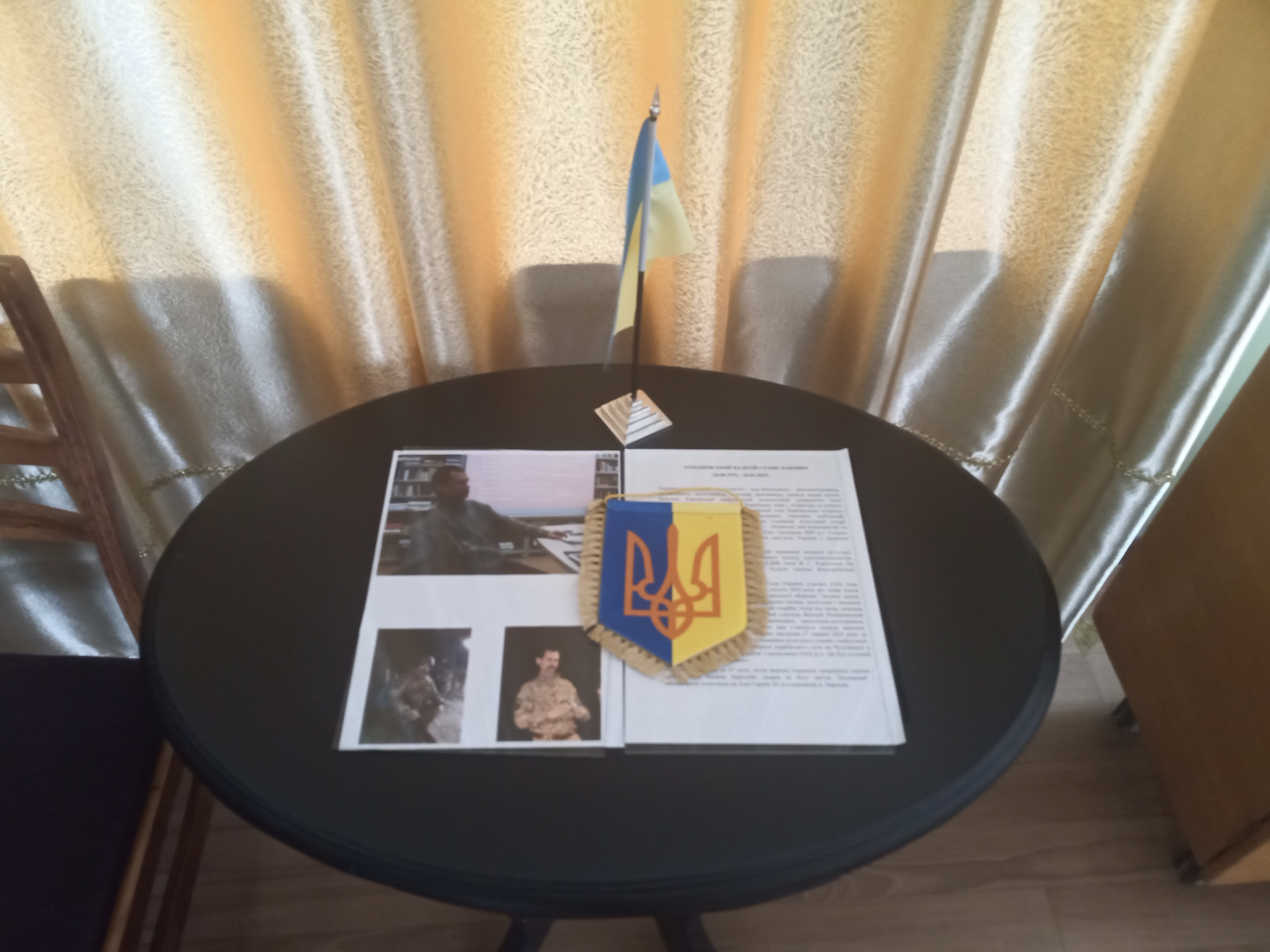
Меморіальна виставка в пам'ять Романовському в Бібліотеці Короленка

Валерій Романовський досліджував питання українського пам'яткознавства та історичного джерелознавства. Всього написав понад 70 наукових праць.
У своїй дисертаційній роботі, «Розвиток пам’яткознавства на Харківщині у ХІХ – на початку ХХ ст.» (2007), Валерій Романовський розглядав зародження наукового пам'яткознавства та уваги суспільства до збереження історичних об'єктів. Провів аналіз впливу на це питання просвітницьких та інших ідей. Дослідив діяльність з охорони, дослідження, використання та популяризації нерухомих пам'яток історії та культури органів державної влади, громадських, церковних, наукових організацій, а також окремих дослідників. Показав, як на діяльність православної церкви щодо використання й охорони пам'яток вплинула відповідна державна політика.
Свою останню наукову доповідь, «Хатні обереги українського села на Чугуївщині в зоні зіткнення Сил оборони України з москалями (2022 р.)», підготував під час проходження служби у ЗСУ, безпосередньо в окопі. З нею він виступив 17 червня 2022 року на науково-практичній конференції «Традиційна культура в умовах глобалізації: виклики війни».

## Нагороди
- Орден «За мужність» ІІІ ступеня (03.09.2023)[7].
- Подяка Харківської обласної ради.
- Медаль «За участь в АТО».
- Медаль «За оборону міста Щастя»[8].

## Основні праці
- Романовський В. С. Документи Державного архіву Харківської області про родину Щоголевих // Щоголів Я. Твори : повний зб. з ілюстр. / Я. І. Щоголів; упоряд. М. Сумцов. — Репринтне відтворення вид. 1919 р. — Харків : Вид-во САГА, 2007. — С. 293—318.
- Романовський В. С. Походження і функціонування терміна «пам'ятка історії та культури» // Вісник Харківської державної академії культури : зб. наук. пр. : до 80-річчя Харків. держ. акад. культури / Мін-во культури і туризму України; Харків. держ. акад. культури. — Харків : ХДАК, 2009. — Вип. 25. — С. 32–40.
- Романовський В. Дмитро Багалій як учасник археологічних з'їздів // Збірник Харківського історико-філологічного товариства / Мін-во освіти і науки України; Харківський національний педагогічний ун-т ім. Г. С. Сковороди; Харківське історико-філологічне товариство. — Харків, Харківське історико-філологічне товариство, 2009. — Т. 13. — (Нова серія). — С. 21–36.
- Романовський В. С. Археологічні пам'ятки Харківської губернії в дослідженнях Василя Ґородцова // Вісник Харківської державної академії культури : зб. наук. пр. : до 80-річчя Харків. держ. акад. культури / Мін-во культури і туризму України; Харків. держ. акад. культури. — Харків: ХДАК, 2009. — Вип. 27. — С. 54–63.
- Романовський В. С. Григорій Сковорода про пам'ять та пам'ятки // Григорій Сковорода і проблеми соціального буття: матеріали VІ Всеукр. наук. конф., 21 трав. 2011 р. / Упр. культури і туризму Харків. облдержадмін.; Нац. літ.-мемор. музей Г. С. Сковороди [та ін.]. — Сковородинівка, 2011. — С. 102—104.
- Романовський В. С. Значення топонімічних досліджень для пам'яткознавства // Гілея. Науковий вісник : зб. наук. пр. / Нац. пед. ун-т ім. М. П. Драгоманова; Укр. акад. наук. — Кмїв, 2012. — Вип. 60 (№ 5). — С. 294—298.
- Романовський В. Лабіринтами Павла Жолтовського : розвідки та коментарі до споминів пам'яткознавця // Павло Жолтовський. Вибрані праці : у 3 т. / Харків. держ. наук. б-ка ім. В. Г. Короленка [та ін.]. — Харків, 2013. — Т. 1: Umbra Vitae. Спогади. Листування. Додатки / за ред. О. О. Савчука. — С. 223—362. — (Слобожанський світ).
- Романовський В. Західноєвропейські мандрівники Нового часу про культурну спадщину України // Мандрівець : всеукр. наук. журнал / спільний проект Нац. ун-ту «Києво-Могилянська академія» і вид-ва «Мандрівець». — Тернопіль, 2014. — № 1 (109). — С. 14–21.
- Романовський В. С. Діячі культури ХХ ст. про Тарасову Гору (за джерелами особистого походження) // Вісник Харків. держ. акад. культури: зб. наук. пр. / Мін-во культури України; Харків. держ. акад. культури. — Харків : ХДАК, 2014. — Вип. 42. — С. 32–39.
- Романовський В. С. Основні проблеми та досягнення сучасних досліджень пам'яток трипільської археологічної культури / В. С. Романовський // Вісник Харків. держ. акад. культури: зб. наук. пр. / Мін-во культури України; Харків. держ. акад. культури. — Харків : ХДАК, 2014. — Вип. 44. — С. 4–13.
- Романовський В. С. Українська освіта в Харкові в 1917—1919 роках // Традиційна культура в умовах глобалізації : збереження автентичності та розвиток креативних індустрій: матеріали науково-практичної конференції (22–23 червня 2018 року). — Харків : «Друкарня Мадрид», 2018. — С. 337—348.
- Романовський В. С. Гімназійна наука та вчителі Юрія Шевельова (1917—1919 рр.) // Збірник Харківського історико-філологічного товариства. — Харків : Харківське історико-філологічне товариство, 2019. — Т. 16 (Нова серія). — С. 147—184.